# Mausoleo de Fátima al-Masuma
El mausoleo de Fátima al-Masuma está situado en la ciudad santa de Qom, una de las ciudades más representativas de la peregrinación en Irán, habitada por los chiitas árabes desde el año 712. Fue construido en honor de la hermana del octavo imán de los chiitas: Fátima al-Masuma (“La sin mancha”), que murió en el año 816 cuando se dirigía a casa de su hermano.
El sepulcro con su majestuosa cúpula dorada domina la ciudad, convertida a partir del siglo IX en uno de los centros culturales más prestigiosos. La ciudad prosperó de forma importante desde el siglo XIX volviéndose a convertir en un centro de la vida espiritual de los chiitas, gracias a los shas persas safávidas y qa yaríes, que escogieron Qom como cementerio privilegiado.
- Datos: Q212110
- Multimedia: Fatima Masumeh Shrine / Q212110